# Lago Kundi
Lago Kundi es el nombre de un lago africano que se encuentra en el sur de Darfur, Sudán. La ciudad más cercana es Al-Fashir, a 350 kilómetros (220 millas) al norte. El lago de 20 km² (7,7 millas cuadradas) crece 1.200 hectáreas (3.000 acres) con las aguas altas, con una reducción de 100 a 200 hectáreas (250 hasta 490 acres) en la estación seca. El lago es poco profundo, de 2 a 3 metros de profundidad, dependiendo de la temporada. El lago está situado a una altitud de 460 metros (1.510 pies) sobre el nivel del mar. El Parque nacional Radom se encuentra en el suroeste.